# Эйнауди, Луиджи
Луиджи Нума Лоренцо Эйнауди (итал. Luigi Numa Lorenzo Einaudi; 24 марта 1874, Карру, Пьемонт, Королевство Италия — 30 октября 1961, Рим, Италия) — итальянский государственный деятель и экономист, президент Италии (1948—1955). Дед композитора Людовико Эйнауди.

## Биография

### Формирование политических взглядов
Родился в семье концессионера по сбору налогов. Оставшись без отца в 1888 году, он переехал в Дольяни, место рождения своей матери.
Высшее образование он получил в Туринском университете, где посещал Лабораторию политической экономии Сальваторе Коньетти де Мартииса и проникся идеями социализма. Также сотрудничал с журналом «Critica Sociale» под руководством лидера Социалистической партии Италии Филиппо Турати. В 1895 году он закончил обучение в университете с дипломом в области права, после чего остался там преподавать. Помимо этого он также работал в Туринском политехническом университете и университете Боккони в Милане.
С начала XX века он стал склоняться к консервативным позициям в политике. В 1919 году его назначили сенатором Королевства Италия и оставался в составе палаты до 1946 года. Одновременно работал в качестве журналиста в таких популярных газетах, как «La Stampa» и «Corriere della Sera», и был финансовым корреспондентом в журнале «The Economist». Был одним из подписантов манифеста Римской национальной либеральной группы, который вместе с националистическими группировками сформировал «Национальный альянс за политические выборы», чей политическая программа предусматривает требование «сильного государства». Несмотря на поддержку экономической политики кабинета Муссолини и министра финансов де Стефани, он все больше сомневался в проекте конституционной реформы фашистского лидера Италии. После убийства Джакомо Маттеотти встал на позиции защиты дофашистского либерального государства.

### Правление Муссолини
В ноябре 1924 года он вступил в Национальный союз Джованни Амендолы, а в 1925 году был в числе подписавших «Манифест антифашистской интеллигенции», написанный Бенедетто Кроче. В 1926 году он завершил свою политическую и журналистскую деятельность, затем был отстранён от преподавания в Университете Боккони и Туринском политехническом университете. В 1931 году Бенедетто Кроче убедил его сохранить хотя бы университетскую кафедру юридического факультета в Турине, несмотря на обязательство поклясться в верности фашизму «продолжать преподавательскую деятельность в соответствии с идеей свободы».
В Сенате он вошёл в число 46 сенаторов, которые голосуют против нового закона о выборах и создания Большого фашистского совета, не принимал участия в голосовании за ратификацию Латеранских соглашений и голосовал против порядка, благоприятствующего эфиопской войне и против расовых законов 1938 года.
После падения фашистского режима в 1943 году вновь возобновил сотрудничество с «Corriere della Sera». В конце августа того же года был назначен ректором Туринского университета.
После капитуляции итальянского правительства 8 сентября 1943 года бежал в Швейцарию, вновь вернувшись на родину только год спустя. В послевоенной Италии он стал членом Либеральной партии.

### Послевоенный период
В 1945—1948 годах — управляющий Банком Италии, также являлся членом Национального совета. 24 мая 1946 года, накануне референдума о будущем государственном устройстве страны в ежедневной газете L’Opinione он разместил статью «Почему я буду голосовать за монархию». В 1946 году
был избран депутатом Учредительного собрания как представитель Национального демократического союза. В соответствии с третьим переходным положением Конституции в 1948 году являлся членом Сената Республики.
В 1947—1948 годах — заместитель председателя Совета Министров и министр бюджета Италии.
11 мая 1948 года при четвёртом голосовании, набрав 518 голосов из 872 (59,4 %), был избран вторым президентом Италии после того как основной ставленник главы правительства Альчиде Де Гаспери министр иностранных дел Карло Сфорца не сумел получить необходимой поддержки депутатов. В период своих полномочий четырежды возвращал принятые законы для нового рассмотрения. После отставки ди Гаспери в 1953 году и неудачах его преемников он самостоятельно предложил сформировать кабинет Джузеппе Пелле. Это было первое «президентское правительство» в итальянской конституционной истории, то есть без заранее установленного большинства, во главе с политиком, выбранным по усмотрению главы государства среди его доверенных лиц.
На президентских выборах 1955 года, несмотря на преклонный возраст, вновь баллотировался на пост главы государства, но в четвертом туре проиграл христианскому демократу Джованни Гронки.
Почётный член Британской академии (1954).
С 11 мая 1955 года — пожизненный сенатор.

## Политические взгляды
В годы своей профессиональной карьеры состоял во многих различных культурных, экономических и образовательных организациях. Он был сторонником либерализма и идеального европейского федерализма. Считал, что гражданские свободы и экономические свободы взаимозависимы: каждая форма свободы возникает только в присутствии других. По его мнению, при государственном режиме социальная и экономическая жизнь обречена на стагнацию: индивид совершенствуется только в том случае, если он свободен реализовать себя так, как считает нужным. Либерализм воспитывает людей, потому что он учит их реализовывать себя. Свободному обществу нужны минимальные институты, основанные на прозрачности, чтобы они были ближе к гражданину и легко использовались или оспаривались им: федерализм и децентрализация хорошо отвечают этим потребностям.
Он также лично руководил деятельностью своей фермы недалеко от городка Дольяни в своём родном регионе Пьемонт, где внедрял самые передовые сельскохозяйственные процессы.

## Семья
У Луиджи Эйнауди было два сына. Первый, Джулио, был видным итальянским издателем, а его внук Людовико стал знаменитым композитором. Его второй сын, Марио, был профессором Корнеллского университета и активным антифашистом.

## Награды и звания
- Большой крест особой степени ордена «За заслуги перед Федеративной Республикой Германия» (1953)
- Кавалер Большого креста на цепи ордена «За заслуги перед Итальянской Республикой» (1955)

## Избранные труды
- «Исследования о влиянии налогов» (1902)
- «Савойские финансы в начале 18 века» (1908)
- «К вопросу о концепции налогооблагаемого дохода» (1912)
- Tracotanze protezionistiche (1919)
- «Земля и налог» (1924)
- «Principi di scienza delle finanze» («Основы финансовой науки», 1932, 4 изд. 1948)
- «Экономическое поведение и социальные последствия итальянской войны» (1933)
- «Итальянская налоговая система» (1935, 4-е изд. 1939)
- «Очерки о сбережениях и налогах» (1941)
- Via il Prefetto (1944)
- «Библиографические и исторические очерки экономических учений» (1953)
- «Il buon governo» («Эффективное управление», 1954)
- «Президентский стол» (1956)
- «Экономическая и политическая хроника тридцатилетия: 1893—1925» (8 т., 1959-65, сборник статей).
- «Prediche inutili» («Бесполезные проповеди», 1956—1959)